# Annemarie Buchner
Annemarie „Mirl” Buchner, z domu Fischer (ur. 16 lutego 1924 w Ettal, zm. 9 listopada 2014 w Grainau) – niemiecka narciarka alpejska reprezentująca barwy RFN, trzykrotna medalistka igrzysk olimpijskich i mistrzostw świata.

## Kariera
Największe sukcesy w karierze Annemarie Buchner osiągnęła w 1952 roku, kiedy podczas igrzysk olimpijskich w Oslo wywalczyła trzy medale. Najpierw zajęła trzecie miejsce w gigancie, w którym wyprzedziły ją jedynie Andrea Mead-Lawrence z USA oraz Austriaczka Dagmar Rom. Trzy dni później zajęła drugie miejsce w zjeździe, rozdzielając na podium Trude Jochum-Beiser z Austrii oraz Włoszkę Giulianę Minuzzo. Do zwycięstwa Niemce zabrakło 0,9 sekundy. Ponadto zdobyła też brązowy medal w slalomie, plasując się za Mead-Lawrence oraz swą rodaczką, Rosą Reichert. Po pierwszym przejeździe zajmowała ósme miejsce, tracąc 1,3 sekundy do prowadzącej Reichert. W drugim przejeździe uzyskała trzeci wynik, co dało jej trzeci łączny czas i brązowy medal. Na rozgrywanych dwa lata później mistrzostwach świata w Åre jej wynikiem było czwarte miejsce w gigancie. Walkę o podium przegrała tam z Jeanette Burr z USA o 0,4 sekundy. Buchner brała także udział w igrzyskach olimpijskich w Cortinie d’Ampezzo w 1956 roku, jednak ponownie nie zdobyła żadnego medalu. Nie ukończyła tam rywalizacji w zjeździe, a w gigancie i slalomie plasowała się w trzeciej dziesiątce.
Ponadto w 1954 roku wygrała giganta w ramach zawodów Hahnenkammrennen w Kitzbühel. Pięciokrotnie zdobywała mistrzostwo kraju: w zjeździe i kombinacji w latach 1944 i 1949 oraz w slalomie w 1944 roku. Po zakończeniu kariery zamieszkała w Garmisch-Partenkirchen, gdzie prowadziła sklep sportowy.

## Osiągnięcia

### Igrzyska olimpijskie
| Miejsce | Dzień       | Rok  | Miejscowość       | Konkurencja | Czas biegu | Strata | Zwyciężczyni         |
| ------- | ----------- | ---- | ----------------- | ----------- | ---------- | ------ | -------------------- |
| 3.      | 14 lutego   | 1952 | Oslo              | Gigant      | 2:06,8     | +3,2   | Andrea Mead-Lawrence |
| 2.      | 17 lutego   | 1952 | Oslo              | Zjazd       | 1:47,1     | +0,9   | Trude Jochum-Beiser  |
| 3.      | 20 lutego   | 1952 | Oslo              | Slalom      | 2:10,6     | +2,7   | Andrea Mead-Lawrence |
| 27.     | 27 stycznia | 1956 | Cortina d’Ampezzo | Gigant      | 1:56,5     | +8,5   | Rosa Reichert        |
| 21.     | 30 stycznia | 1956 | Cortina d’Ampezzo | Slalom      | 1:52,3     | +26,2  | Renée Colliard       |
| DNF     | 1 lutego    | 1956 | Cortina d’Ampezzo | Zjazd       | 1:40,7     | -      | Madeleine Berthod    |

### Mistrzostwa świata
| Miejsce | Dzień       | Rok  | Miejscowość       | Konkurencja | Czas biegu | Strata    | Zwyciężczyni         |
| ------- | ----------- | ---- | ----------------- | ----------- | ---------- | --------- | -------------------- |
| 3.      | 14 lutego   | 1952 | Oslo              | Gigant      | 2:06,8     | +3,2      | Andrea Mead-Lawrence |
| 2.      | 17 lutego   | 1952 | Oslo              | Zjazd       | 1:47,1     | +0,9      | Trude Jochum-Beiser  |
| 3.      | 20 lutego   | 1952 | Oslo              | Slalom      | 2:10,6     | +2,7      | Andrea Mead-Lawrence |
| 14.     | 2 marca     | 1954 | Åre               | Zjazd       | 1:29,2     | +5,9      | Ida Schöpfer         |
| 4.      | 4 marca     | 1954 | Åre               | Gigant      | 1:38,9     | +3,2      | Lucienne Schmith     |
| 17.     | 6 marca     | 1954 | Åre               | Slalom      | 2:01,93    | +10,46    | Trude Klecker        |
| 12.     | 6 marca     | 1954 | Åre               | Kombinacja  | 4,75 pkt   | +9,54 pkt | Ida Schöpfer         |
| 27.     | 27 stycznia | 1956 | Cortina d’Ampezzo | Gigant      | 1:56,5     | +8,5      | Rosa Reichert        |
| 21.     | 30 stycznia | 1956 | Cortina d’Ampezzo | Slalom      | 1:52,3     | +26,2     | Renée Colliard       |
| DNF     | 1 lutego    | 1956 | Cortina d’Ampezzo | Zjazd       | 1:40,7     | -         | Madeleine Berthod    |